# Andreas Schmidt (acteur)
Pour les articles homonymes, voir Schmidt et Andreas Schmidt.

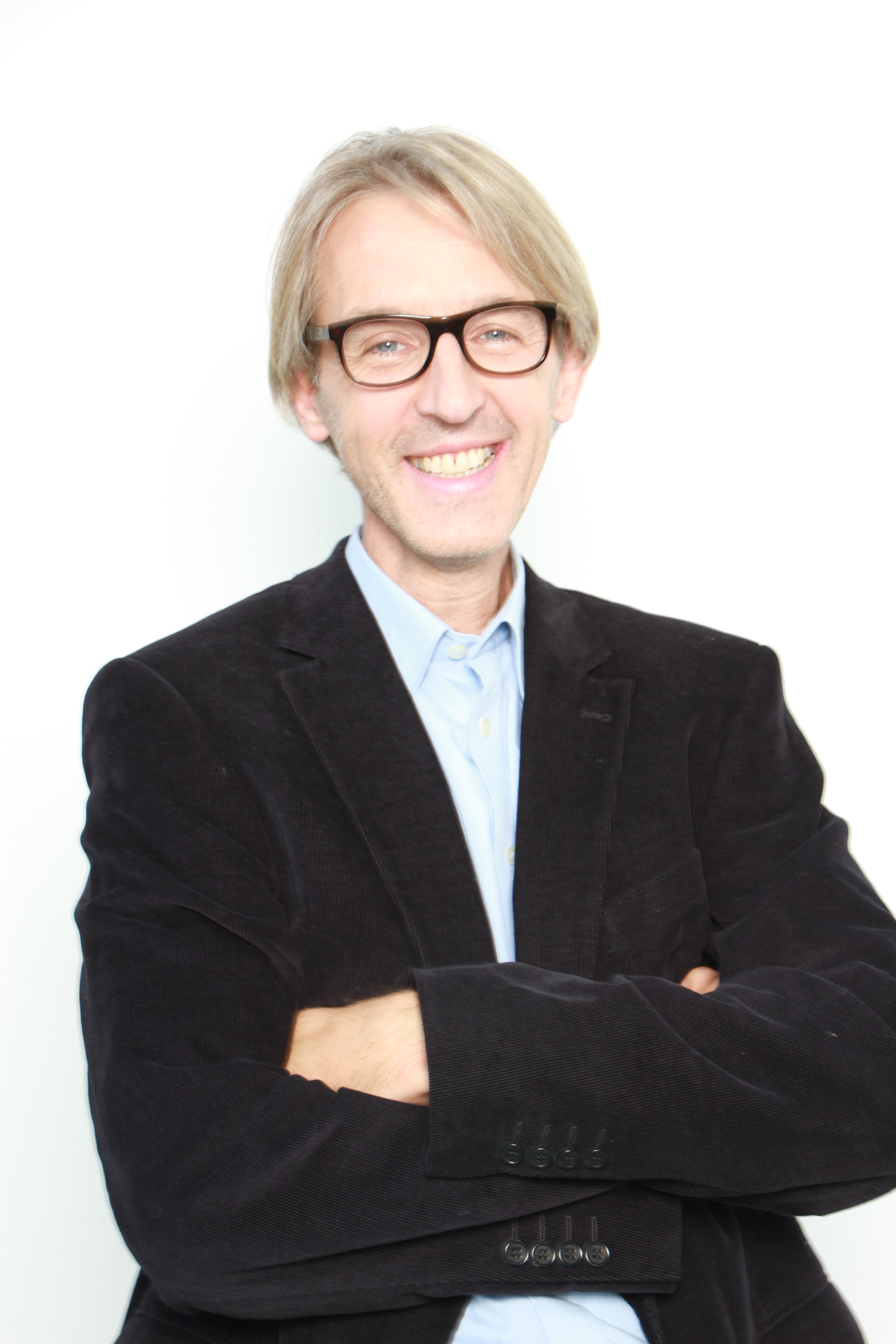
Andreas Schmidt en 2011.

Andreas M. Schmidt (né le 23 novembre 1963 à Heggen, un quartier de Finnentrop en Rhénanie-du-Nord-Westphalie, et mort le 28 septembre 2017 à Berlin) est un acteur et metteur en scène allemand.

## Filmographie partielle

### Au cinéma
- 1987 : Peng! Du bist tot! (de) d'Adolf Winkelmann
- 1988 : Linie 1 (de) de Reinhard Hauff
- 1992 : Black Rider (Schwarzfahrer) de Pepe Danquart
- 2004 : Männer wie wir de Sherry Hormann
- 2004 : Farland (de) de Michael Klier (de)
- 2005 : Un été à Berlin (Sommer vorm Balkon) d'Andreas Dresen
- 2005 : Im Schwitzkasten (de) d'Eoin Moore (de)
- 2006 : Neandertal d'Ingo Haeb et Jan-Christoph Glaser
- 2007 : Les Faussaires (Die Fälscher) de Stefan Ruzowitzky
- 2008 : Fleisch ist mein Gemüse (de) de Christian Görlitz (de)
- 2008 : Der Mond und andere Liebhaber (de) de Bernd Böhlich
- 2011 : Tage, die bleiben (de) de Pia Strietmann
- 2012 : Die Abenteuer des Huck Finn (de) de Hermine Huntgeburth
- 2013 : Sputnik (de) de Markus Dietrich

### À la télévision
- 2001 : Schutzengel gesucht (de) de Miguel Alexandre (téléfilm)
- 2003 : Polizeiruf 110 (série télévisée) (épisode Die Schlacht)
- 2005 : Stromberg (de) (série télévisée)
- 2005 : Polizeiruf 110 (série télévisée) (épisode Dettmanns weite Welt)
- 2006 : Tatort (série télévisée) (épisode Aus der Traum)
- 2007 : Tatort (série télévisée) (épisode Roter Tod)
- 2007 : Krauses Fest (de) de Bernd Böhlich (téléfilm)
- 2007 : Rumpelstilzchen d'Andi Niessner (téléfilm)
- 2007 : Les contes de Grimm : Le nain Tracassin d'Andi Niessner (téléfilm)
- 2007 : Polizeiruf 110 (série télévisée) (épisode Jenseits)
- 2008 : Tatort (série télévisée) (épisode Borowski und das Mädchen im Moor)
- 2008 : Zoogeflüster – Komm mir nicht ins Gehege! (de) de Dennis Satin (de) (téléfilm)
- 2008 : Tatort (série télévisée) (épisode Der tote Chinese)
- 2009 : Die Rebellin de Ute Wieland (de) (téléfilm)
- 2009 : Krauses Kur (de) de Bernd Böhlich (téléfilm)
- 2009 : Tatort (série télévisée) (épisode Altlasten)
- 2010 : Im Spessart sind die Geister los (de) de Holger Haase (de) (téléfilm)
- 2010 : Henri 4 de Jo Baier (téléfilm)
- 2010 : Aghet : 1915, le génocide arménien d'Eric Friedler (de) (téléfilm documentaire)
- 2011 : Ein guter Sommer (de) d'Edward Berger (téléfilm)
- 2011 : Das Mädchen auf dem Meeresgrund (de) de Ben Verbong (téléfilm)
- 2011 : Krauses Braut (de) de Bernd Böhlich (téléfilm)
- 2011 : Die zertanzten Schuhe (de) de Wolfgang Eißler (de)
- 2012 : Deckname Luna (de) de Ute Wieland (de) (téléfilm)
- 2013 : Polizeiruf 110 (série télévisée) (épisode Familiensache)
- 2014 : Krauses Geheimnis (de) de Bernd Böhlich (téléfilm)
- 2015 : Die Wallensteins (de) (série télévisée) (épisode Dresdner Dämonen)